# شاملو (سميرم)
شاملو هي قرية في مقاطعة سميرم، إيران. يقدر عدد سكانها بـ 61 نسمة بحسب إحصاء 2016.